# NK Veržej
Nogometni Klub Veržej je slovenski nogometni klub iz Veržeja, ki igra v slovenski tretji ligi. Ustanovljen je bil leta 1962, domači stadion kluba je Stadion Čistina.